# 専門学校メトロITビジネスカレッジ
専門学校メトロITビジネスカレッジとは、長崎県長崎市にある専修学校。運営は株式会社メトロコンピュータサービス。

## 沿革
- 2007年 - 開校
- 2011年 - モバイルシステム科設置
- 2012年 - ビジネスエグゼクティブ科設置
- 2013年 - 専門学校メトロ総合ビジネスカレッジへ校名変更
- 2013年 - モバイルシステム科からスマートフォンアプリ開発科へ名称変更
- 2013年 - 医療事務科、経理・一般事務科設置
- 2016年 - 日本語科設置
- 2016年 - スマートフォンアプリ開発科をコンピュータエキスパート科に、医療事務科を事務スペシャリスト科 医療事務コースに、経理・一般事務科を事務スペシャリスト科 経理事務コースに名称変更
- 2018年 - 専門学校メトロITビジネスカレッジへ校名変更
- 2018年 - IoT完全マスター科、IT資格完全マスター科、ITシステムエンジニア科、オフィスIT基礎科、トータルデザイナー科、日本語科に学科再編
- 2019年 - グローバルITエンジニア科設置

## 設置学科
- IoT完全マスター科
- IT資格完全マスター科
- ITシステムエンジニア科
- オフィスIT基礎科
- トータルデザイナー科
- グローバルITエンジニア科
- 日本語科

## アクセス
- 出島停留場より徒歩1分

## 参考
1. ↑  学校案内 | 専門学校メトロ総合ビジネスカレッジ